# Patriotische Front der Befreiung der Sahara
Die Patriotische Front der Befreiung der Sahara (französisch Front Patriotique de Libération du Sahara, kurz FPLS), auch Volksfront der Befreiung der Sahara (französisch: Front Populaire de Libération du Sahara), war eine paramilitärische Organisation in Niger.
Die FPLS gehörte zu den wichtigsten irredentistischen Tuareg-Organisationen der 1990er Jahre, die für Angriffe gegen staatliche und private Einrichtungen verantwortlich waren. Sie wurde im Januar 1994 unter der Führung von Mohamed Anako als Abspaltung von der Befreiungsfront des Aïr und Azawad gegründet. Sie bestand aus etwa 200 Kämpfern und teilte ihr Operationsgebiet im Aïr mit der Revolutionären Armee der Befreiung Nord-Nigers. Ihr Ziel war die Loslösung der Sahara-Regionen aus dem nigrischen Staat. In ihren politischen Forderungen trat die FPLS vergleichsweise moderat auf. In ihren Aktivitäten zeigte sie eine Nähe zur organisierten Kriminalität. Am 16. Mai 1994 tötete die Gruppe bei einem Anschlag auf die Streitkräfte Nigers im Dorf Tchawa in Südwest-Niger mit automatischen Schusswaffen 40 Menschen.
Mit anderen Tuareg-Paramilitärs koordinierte sich die FPLS in der Koordination des bewaffneten Widerstands und in deren Nachfolgeorganisation, der Organisation des bewaffneten Widerstands, die am 15. April 1995 ein Friedensabkommen mit der Regierung Nigers schloss. Im Herbst 1995 wurde der FPLS-Anführer Mohamed Anako Vizepräsident der Organisation des bewaffneten Widerstands. Unzufrieden mit der Umsetzung des Friedensabkommens, verließ die FPLS im Herbst 1996 die Organisation des bewaffneten Widerstands. Sie nahm den Kampf wieder auf, kehrte jedoch nach zwei Monaten Guerillaaktivitäten an den Verhandlungstisch zurück. 1997 schloss sie in Algier mit der nigrischen Regierung ein Zusatzabkommen. 1998 folgten ihre Entwaffnung und Auflösung.